# أندي بيك
أندي بيك (بالإنجليزية: Andy Peake)‏ هو لاعب كرة قدم بريطاني في مركز الوسط، ولد في 1 نوفمبر 1961 في Market Harborough ‏ في المملكة المتحدة. شارك مع منتخب إنجلترا تحت 21 سنة لكرة القدم. أما مع النوادي، فقد لعب مع تشارلتون أثلتيك وغريمسبي تاون وليستر سيتي ونادي ميدلزبره.

## وصلات خارجية
- أندي بيك على موقع قاعدة بيانات كرة القدم.إي يو (الإنجليزية)
- أندي بيك على موقع Soccerbase.com (لاعب) (الإنجليزية)
- أندي بيك على موقع عالم كرة القدم.نت (الإنجليزية)